# Kostel Panny Marie Královny míru (Lhotka)
Kostel Panny Marie Královny míru v Praze 4-Lhotce je římskokatolický farní kostel lhotecké farnosti Panny Marie Královny míru.

## Historie

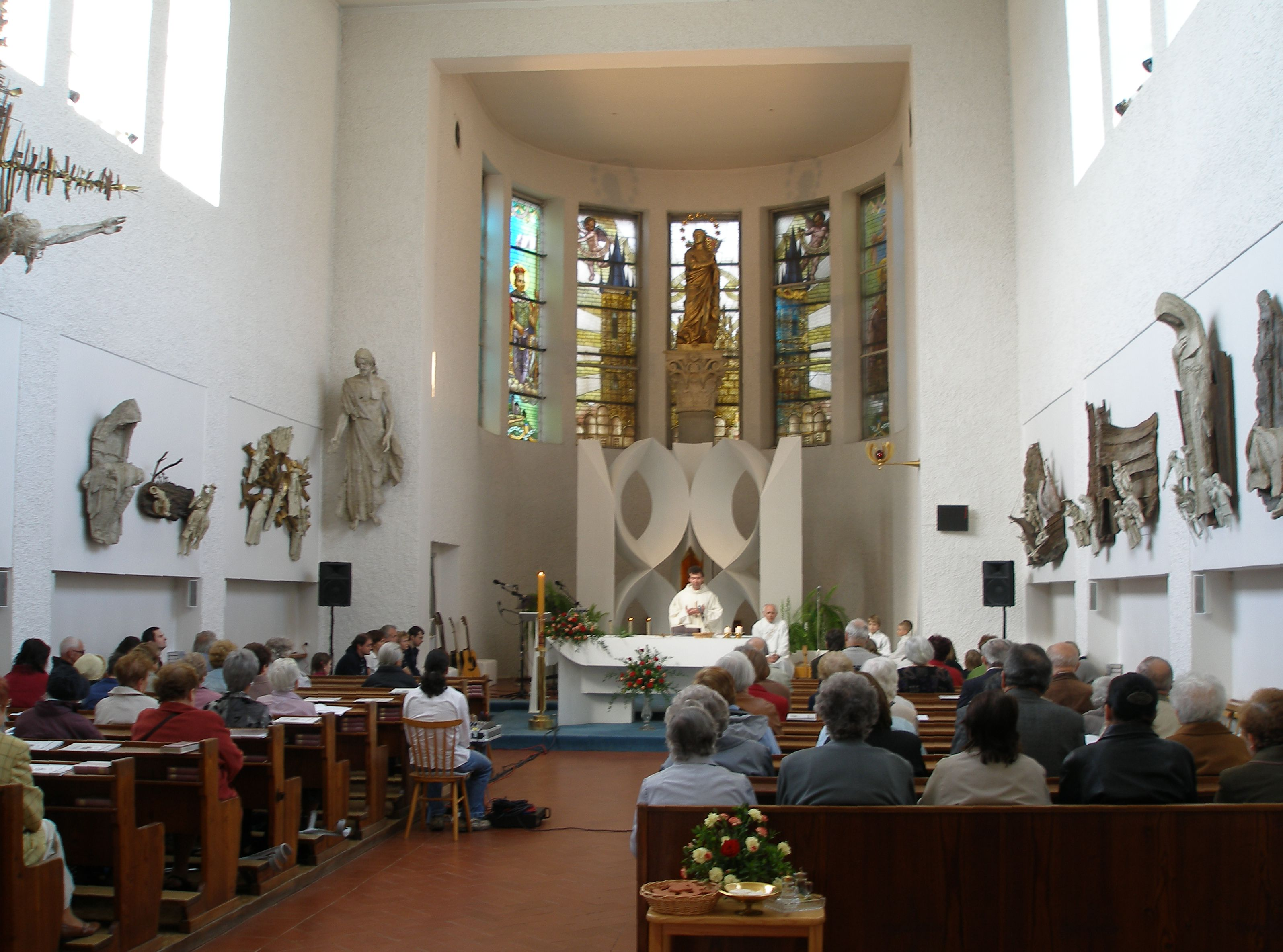
Interiér kostela

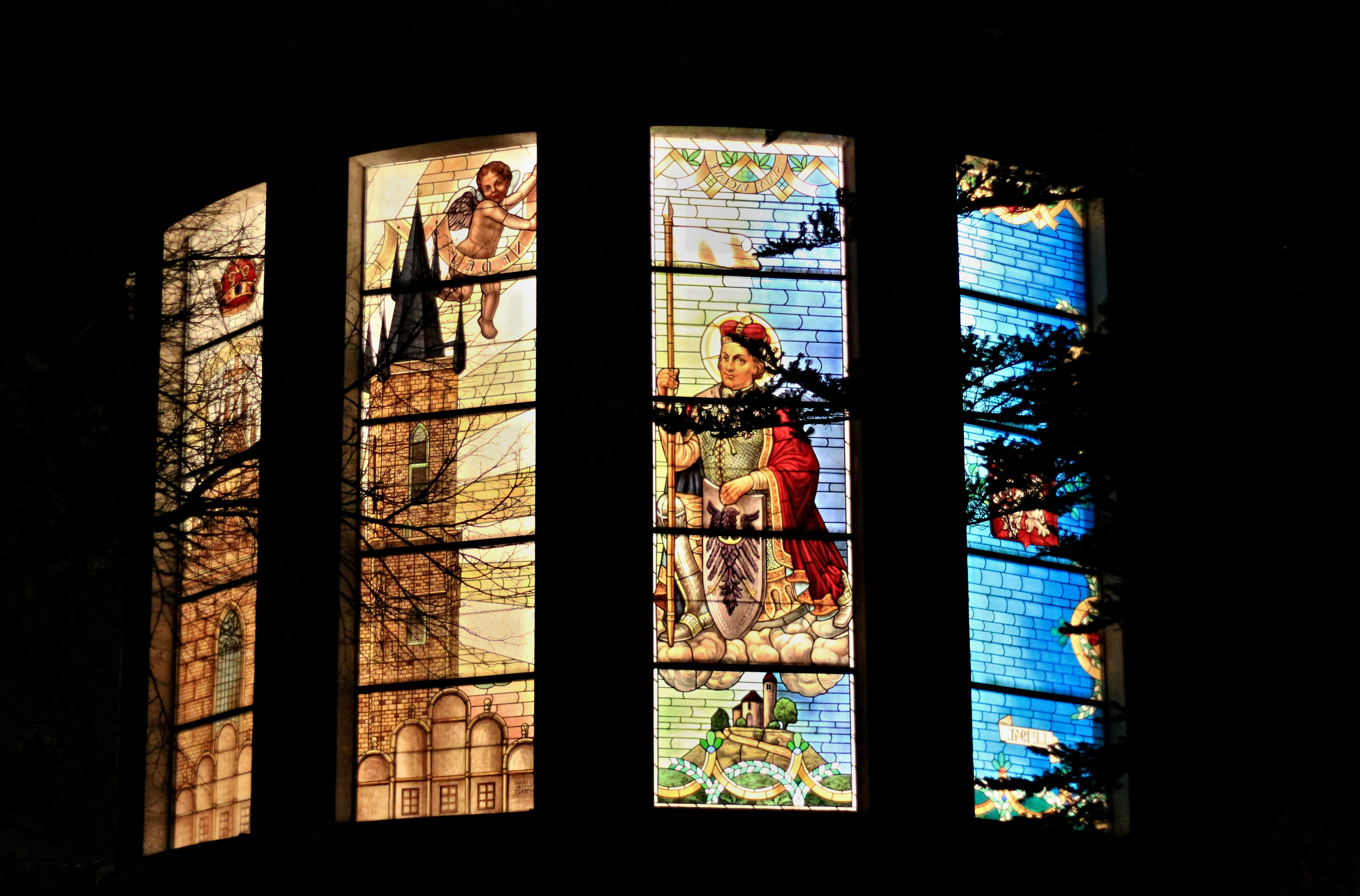
Vitráž se svatým Václavem v závěru kostela

Dvojlodní kostel s výraznou hranolovou věží byl postaven roku 1937 v moderním konstruktivistickém slohu. Je jedním z dvanácti kostelů postavených na památku mariánského sloupu[zdroj?] zničeného davem na Staroměstském náměstí, jako domnělého symbolu Rakouské nadvlády. Násilné zničení sloupu odsoudil po svém příjezdu do Prahy 22. prosince 1918 i prezident Masaryk (již v listopadu 1918 při návratu z Ameriky  musel v Londýně vysvětlovat, že to nebyl náboženský, ale politický čin). Staroměstský sloup Panny Marie byl mylně považován za oslavu Rakouska, ten však připomínal záchranu Prahy (obránci - studenty) před švédskými vojsky na konci třicetileté války a následný mír.

## Interiér
Uvnitř mešní lodi je kruchta s varhanami, oltář za nímž je sloup se sochou Panny Marie (replika sochy z Mariánského sloupu ze Staroměstského náměstí) Na vitrážích oken presbytáře je zobrazen chrám Matky Boží před Týnem, sv. Václav a sv. Anežka Česká. Socha Panny Marie umístěná v kostele byla zhotovena řezbářem Bohuslavem Bekem podle modelu vytvořeného  Břetislavem Bendou podle zničené sochy ze staroměstského sloupu.
V kostele se nachází pozoruhodná plastická křížová cesta autora Karla Stádníka, kdy jednotlivá zastavení zobrazují utrpení člověka v průběhu dějin a mají též upomínat na zločiny fašismu a komunismu.
"V křížové cestě umístěné v kostele Královny míru v Praze na Lhotce je zobrazen Pán jako chudý, hladový, nahý, žíznící, souzený, nemocný, a to ve svých bratřích. Je to cesta velikonoční, končící v závěru věčnými Velikonocemi, v království připraveném od stvoření světa pro ty, kteří bližního a Boha milovali, s Kristem se ztotožnili a jeho následovali a tak vítězně prošli životem a vešli do slávy nesmrtelnosti." Karel Stádník

## Galerie

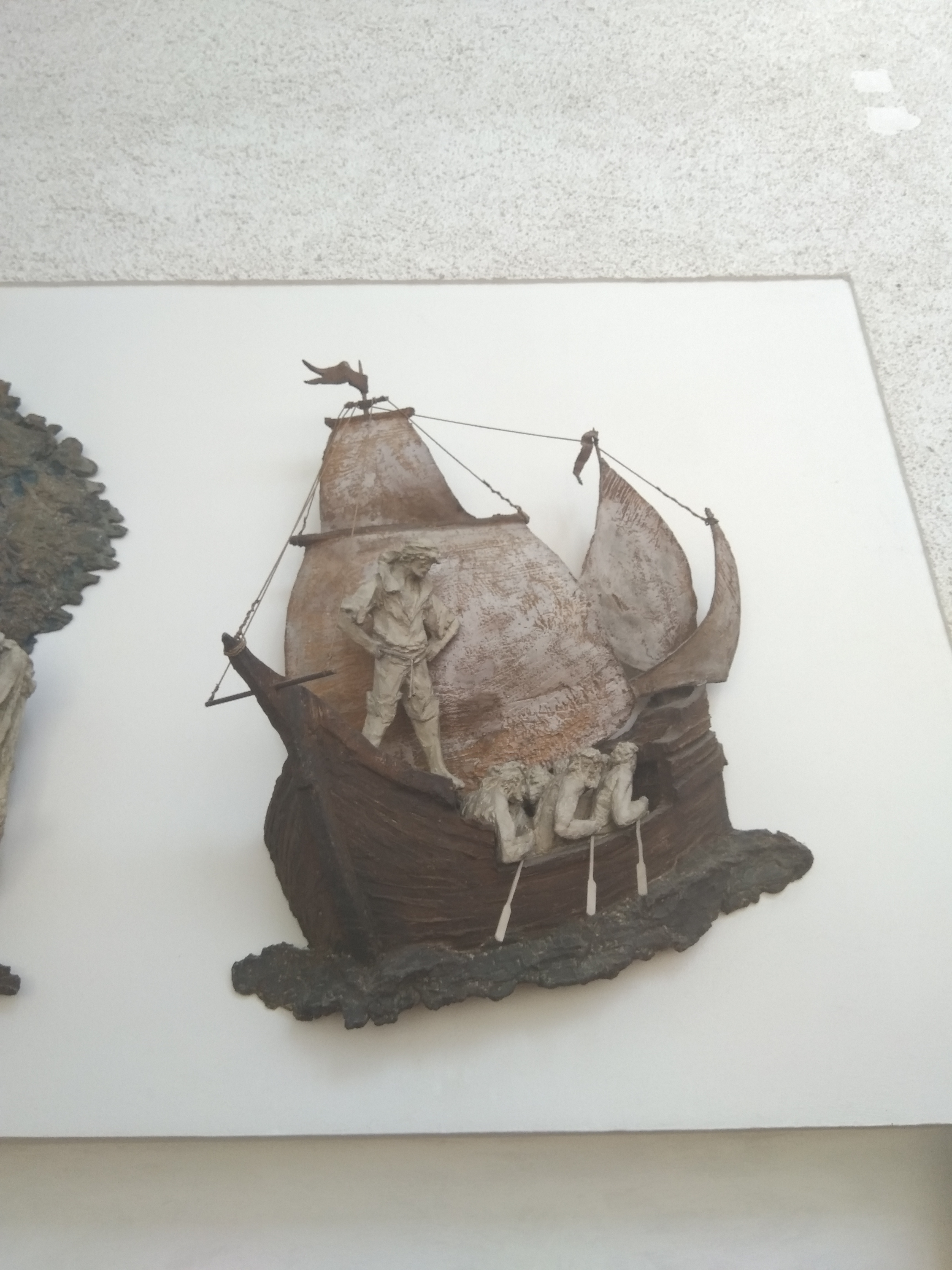
Křížová cesta, 2. zastavení
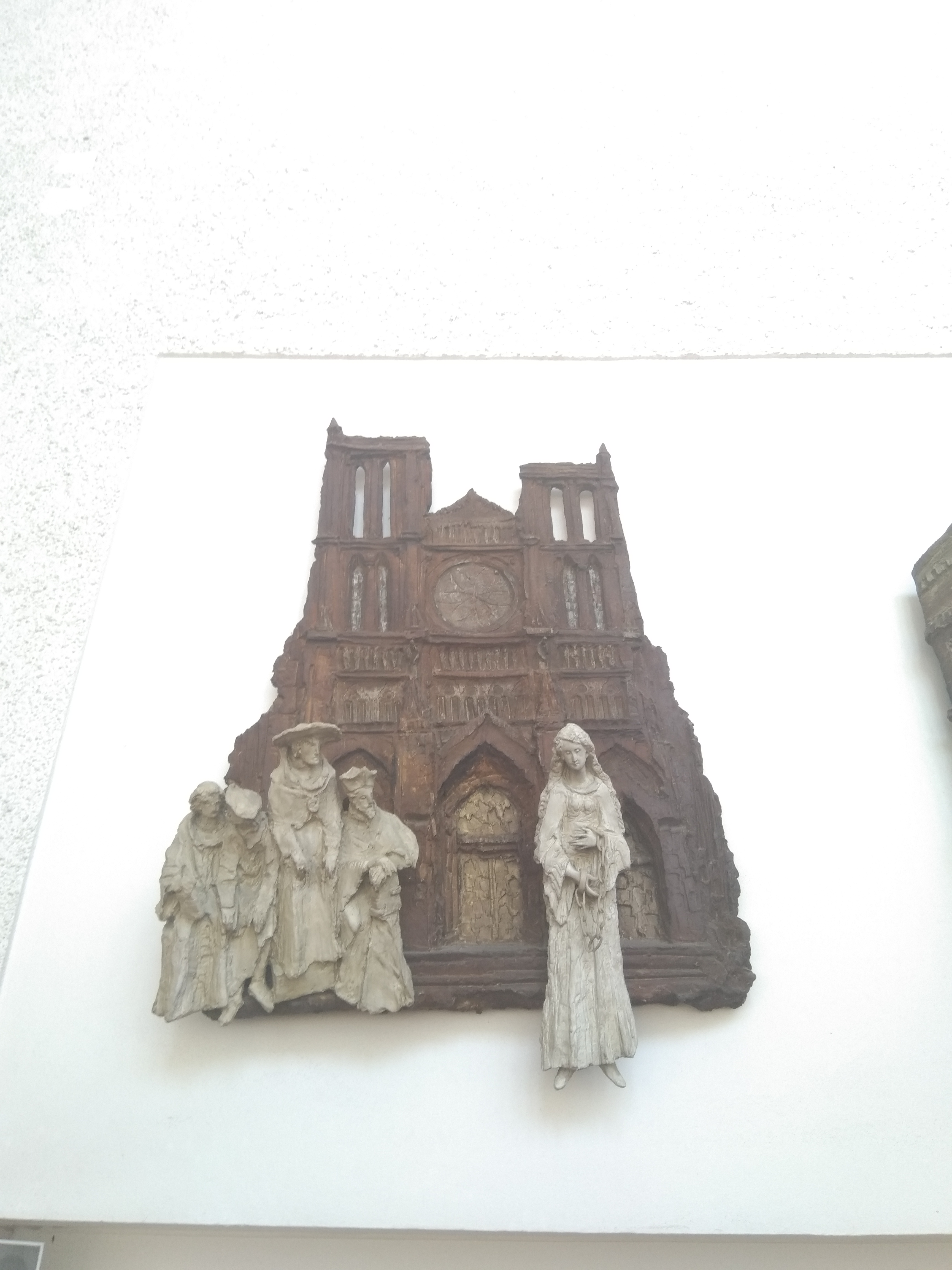
Křížová cesta, 3. zastavení
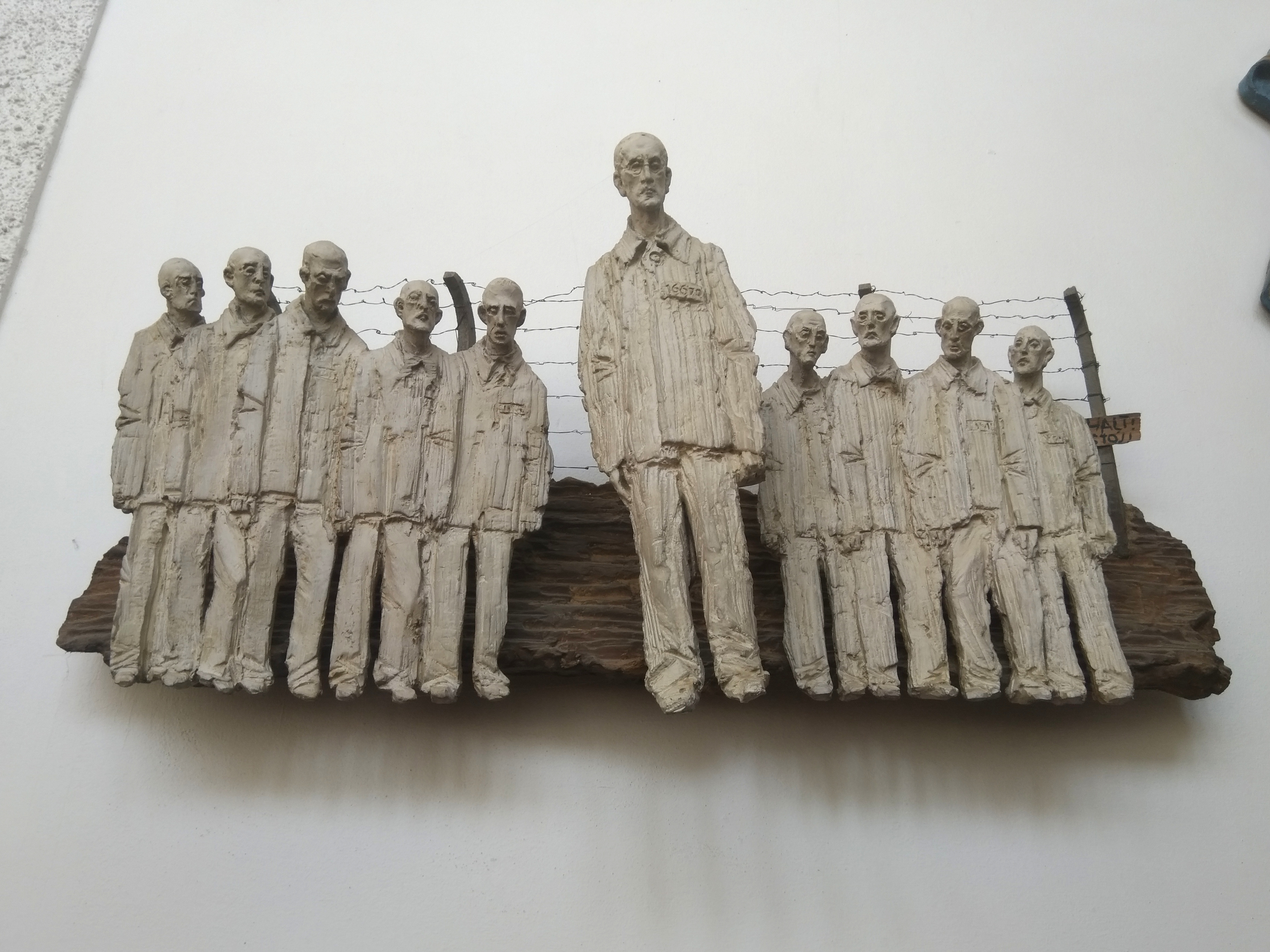
Křížová cesta, 7. zastavení
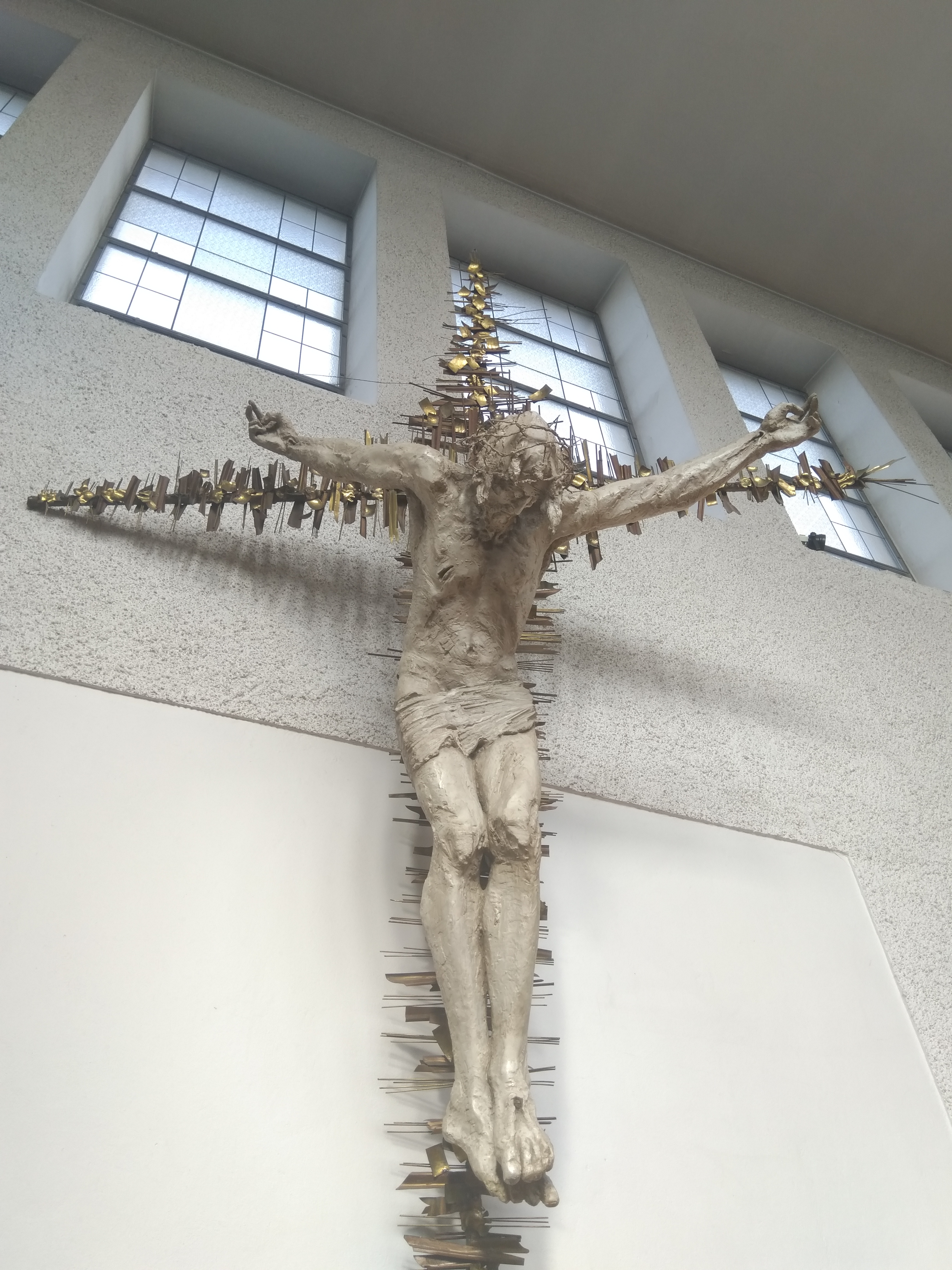
Křížová cesta, 11. zastavení
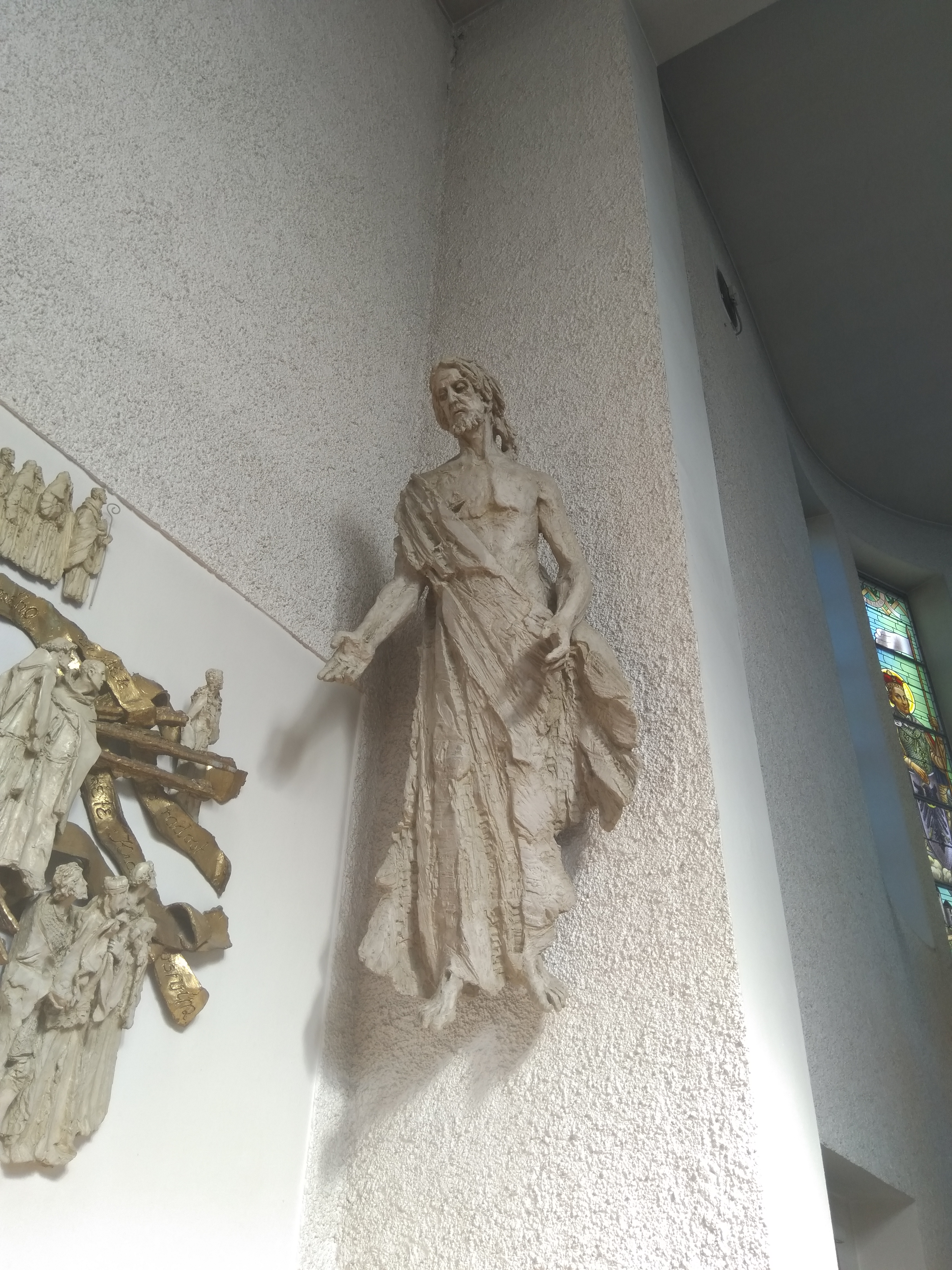
Křížová cesta, 14. zastavení
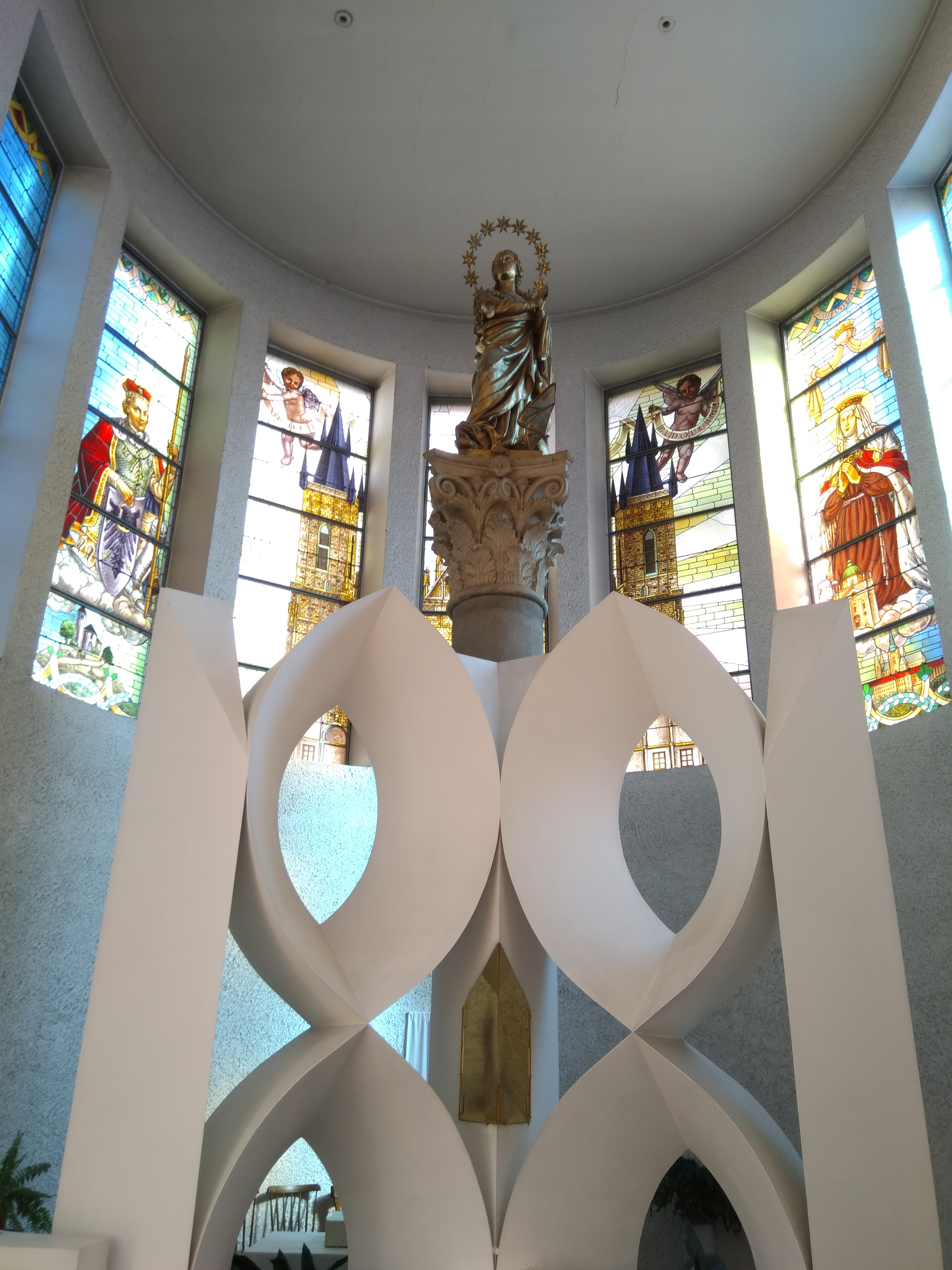
Hlavní oltář s kopií Bendlovy sochy Panny Marie